# Бордельний живопис

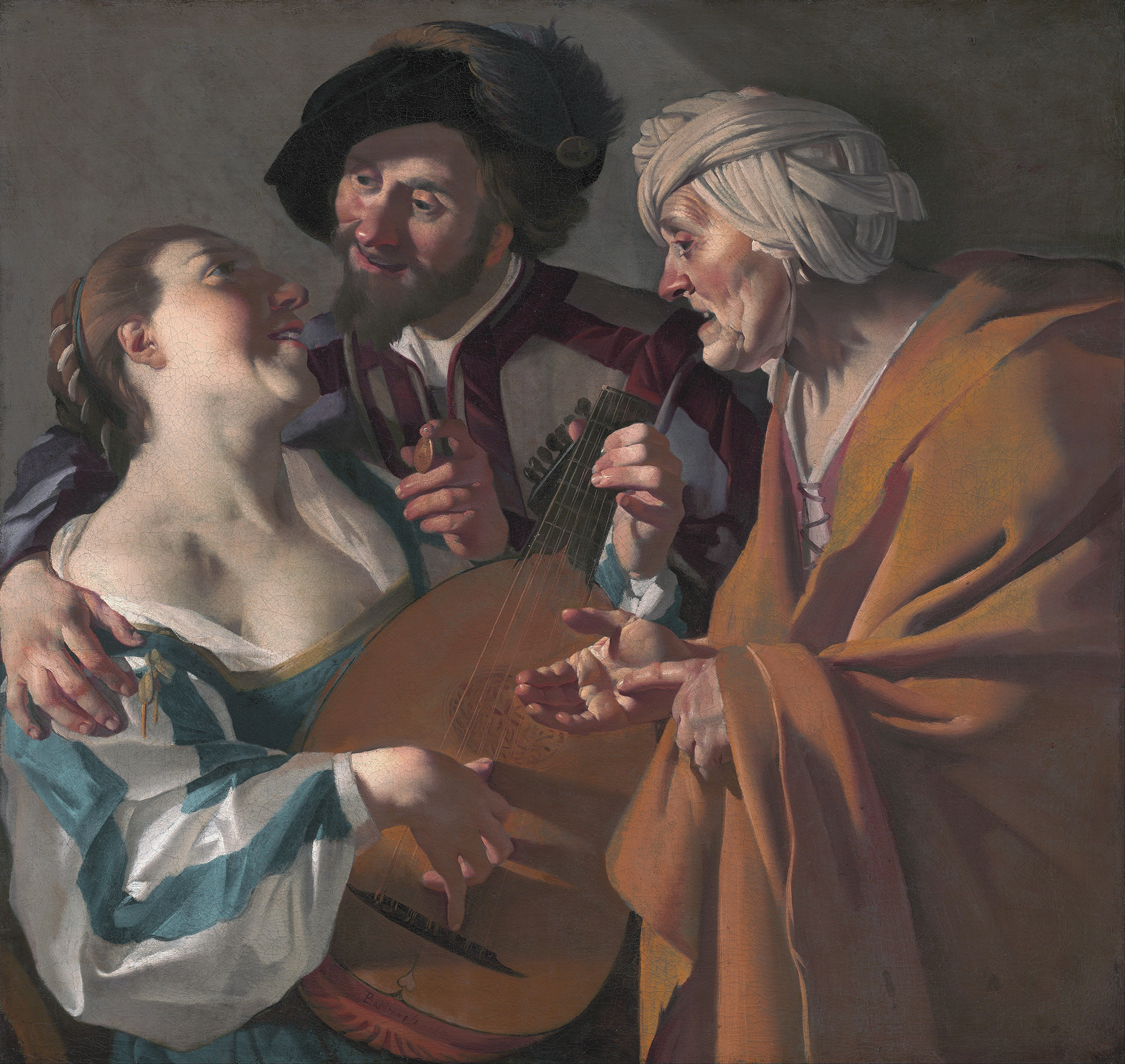
Сват показує пальцем на руку, вказуючи на те, що гроші потрібно заробляти, тоді як чоловік пропонує гроші. (Дірк ван Бабюрен, 1622)

Сцена публічного будинку або публічний будинок — жанр у живописі, який користувався популярністю в Золоту добу живопису у Нідерландах. Публічні будинки були переважно в Noordelijke Nederlanden

## Характеристика
У 16 столітті на таких зображеннях проявляється головним чином нерівна любов. Це стосується молодої жінки, яку спокушають гроші старого. Див., Наприклад, «Нерівне кохання» Квінтена Массейса. Ще однією темою того часу є варіації біблійної притчі про блудного сина. Дивіться, наприклад, однойменну картину Яна ван Гемессена. Крім того, трапляються трактирні сцени та веселі компанії, що стосуються семи класичних смертних гріхів. У 17 столітті тема була розширена, щоб відобразити момент, коли жінці пропонують продати своє тіло. Характерним для публічного будинку з 17 століття є наявність повії, клієнта та свахи. Повію часто зображають спокусливою життєрадісною жінкою, клієнта — заплутаним п'яним чоловіком, а свахи — пересохлою старенькою. Крім того, існують певні атрибути, які можна трактувати як емблеми для проституції, такі як виріз, головний убір з пір'ям, червоні панчохи, устриці та гроші. Публічні будинки, як правило, є стереотипними образами, призначеними для передачі моралізуючого повідомлення глядачеві. Це приклад contrapla: демонстрування поганої поведінки з метою заохочення хорошої поведінки. Публічні будинки можуть певною мірою базуватися на реальності, але оскільки вони представляють лише елементи проституції того часу, якщо сприймати картини буквально, виникає спотворена картина реальних обставин. Наприклад, сваха не завжди була старою жінкою, іноді це була повія, яка зажила і створила власний бізнес.